# Мэйбенк, Антуан
Антуан Мейбенк (англ. Anthuan Maybank; род. 30 декабря 1969, Джорджтаун, Южная Каролина, США) — американский легкоатлет, специализирующийся на спринте, олимпийский чемпион 1996 года.

## Биография
Антуан Мейбенк родился в Джорджтауне, штат Южная Каролина. Его тренировал Фредди Янг в Джорджтаунской средней школе, где он установил нынешний рекорд штата на дистанции 400 м (46,67), он учился в Университете Айовы на полную спортивную стипендию. В настоящее время проживает в штате Делавэр и является тренером по спринту в школе Татнолл.
Мэйбанк провел последний матч за сборную США и, к своему удивлению, опередил Роджера Блэка (Великобритания), завоевавшего серебряную медаль в личном зачете. В то время Мейбанк не был известным спортсменом. Но через несколько недель он подтвердил свой талант, выиграв забег на 400 метров на престижном турнире в Цюрихе.